# Émile Baraize
Émile Baraize (28 agosto 1874 – Il Cairo, 15 aprile 1952) è stato un egittologo francese.

## Biografia
Nel 1912 successe ad Alessandro Barsanti quale direttore dei lavori del Consiglio Superiore delle Antichità e Belle Arti. Per tutta la vita lavorò al restauro e alla ricostruzione di numerosi antichi edifici, e soprattutto della Sfinge di Giza: tra il 1925 e il 1936 fu coinvolto nel restauro di questo importante monumento, che comprendeva una pulizia completa dalla sabbia, da scavi nelle sue vicinanze e al suo interno alla ricerca delle stanze che molti egittologi del XIX secolo credevano esistere. Questi scavi furono eseguiti frettolosamente, e dovettero essere svolti con un equipaggiamento minimo, ma riuscirono almeno parzialmente nei loro obbiettivi, dato che Baraize scoprì un tunnel che partiva da dietro la statua, che esplorò prima che l'entrata fosse chiusa. Concluse chiudendo la grande crepa aperta sul retro con cemento, bloccando il passaggio interno ed evitando quindi esplorazioni della parte superiore del tunnel, che si credeva portasse a una camera mortuaria.